# Liste der Abgeordneten zum Salzburger Landtag (Herzogtum, 7. Wahlperiode)
Diese Liste der Abgeordneten zum Salzburger Landtag (Herzogtum, 7. Wahlperiode) listet alle Abgeordneten zum Salzburger Landtag des Herzogtums Salzburg in der 7. Wahlperiode auf. Die Angelobung der Abgeordneten erfolgte am 14. Oktober 1890, wobei der Landtag 26 Abgeordnete umfasste. Dem Landtag gehörten dabei 5 Vertreter des „Großgrundbesitzes“ (GG), 2 Vertreter der Handels- und Gewerbekammer (HGK), 10 Vertreter der Städte und Märkte (SM) und 8 Vertreter der Landgemeinden (LG). Hinzu kam die Virilstimme des Salzburger Erzbischofs.

## Sessionen
Die 8. Wahlperiode war in sechs Sessionen unterteilt:
- I. Session: vom 14. Oktober 1890 bis zum 22. November 1890 (14 Sitzungen)
- II. Session: vom 28. Dezember 1891 bis zum 9. April 1892 (14 Sitzungen)
- III. Session: vom 9. September 1892 bis zum 10. Oktober 1892 (11 Sitzungen)
- IV. Session: vom 10. Jänner 1894 bis zum 19. Februar 1894 (14 Sitzungen)
- V. Session: vom 3. Jänner 1895 bis zum 15. Februar 1895 (13 Sitzungen)
- VI. Session: vom 7. Jänner 1896 bis zum 12. Februar 1896 (12 Sitzungen)

## Landtagsabgeordnete
| Name                       | Wahlklasse  | Region                                                | Anmerkung                                      |
| -------------------------- | ----------- | ----------------------------------------------------- | ---------------------------------------------- |
| Eberhardt Josef            | SM          | Zell an See, Saalfelden, Mittersill, Lofer, Taxenbach | am 7. Jänner 1896 für Josef Rottmaier angelobt |
| Eder Andrä                 | GG          | Zell am See                                           |                                                |
| Fuchs Viktor               | GG          | Zell am See                                           |                                                |
| Gmachl Johann              | GG          |                                                       |                                                |
| Groh Johann                | SM          | Neumarkt, Seekirchen, Straßwalchen, Oberndorf         |                                                |
| Haagn Julius               | SM          | Stadt Salzburg                                        |                                                |
| Haller Johannes Evangelist | Virilstimme |                                                       |                                                |
| Harrer Ignaz               | SM          | Stadt Salzburg                                        |                                                |
| Keil Franz                 | HK          |                                                       |                                                |
| Kreidenhuber Anton         | GG          | St. Johann                                            |                                                |
| Lackner Johann             | GG          | St. Johann                                            |                                                |
| Lettmayr Josef             | SM          | Tamsweg, St. Michael, Mauterndorf                     |                                                |
| Lienbacher Georg           | SM          | Golling, Kuchl, Abtenau                               |                                                |
| Lindner Mathias            | GG          | Salzburg                                              |                                                |
| Maier Johann               | GG          |                                                       |                                                |
| Pölzl Alois                | GG          |                                                       |                                                |
| Rottensteiner Alois        | GG          | Salzburg                                              |                                                |
| Rottmaier Josef            | SM          | Zell an See, Saalfelden, Mittersill, Lofer, Taxenbach | Mandatsverzicht vor 1896                       |
| Schitter Franz             | SM          | St. Johann, Werfen, Gastein, St. Veit, Wagrain        |                                                |
| Schmiederer Johann         | SM          | Hallein                                               |                                                |
| Schumacher Albert          | SM          | Stadt Salzburg                                        |                                                |
| Siller Michael             | GG          | Salzburg                                              |                                                |
| Spängler Otto              | GG          |                                                       |                                                |
| Spängler Rudolf            | HK          |                                                       | Mandatsverzicht vor 1896                       |
| Stadler Johann             | GG          |                                                       |                                                |
| Winkler Alois              | SM          | Radstadt                                              |                                                |
| Winkler Andreas            | GG          | Tamsweg, St. Michael, Mauterndorf                     |                                                |
| Zeller Ludwig              | HK          |                                                       | am 7. Jänner 1896 für Rudolf Spängler angelobt |